# Tœufles
Toeufles là một xã ở tỉnh Somme, vùng Hauts-de-France, Pháp.

## Địa lý
Thị trấn này có cự ly khoảng 6 miles về phía tây nam của Abbeville, trên đường D22, bên bờ sông La Trie.

## Dân số
| 1962                                                                   | 1968 | 1975 | 1982 | 1990 | 1999 |
| ---------------------------------------------------------------------- | ---- | ---- | ---- | ---- | ---- |
| 365                                                                    | 367  | 329  | 305  | 300  | 313  |
| Census count starting from 1962 source=INSEE Dân số không tính hai lần |      |      |      |      |      |